# Chiesa di San Martino (Seborga)
La chiesa di San Martino di Tours è un luogo di culto cattolico situato nel comune di Seborga, in piazza San Martino, in provincia di Imperia. La chiesa è sede della parrocchia omonima del vicariato di Bordighera e Valle Nervia della diocesi di Ventimiglia-San Remo.

## Storia e descrizione

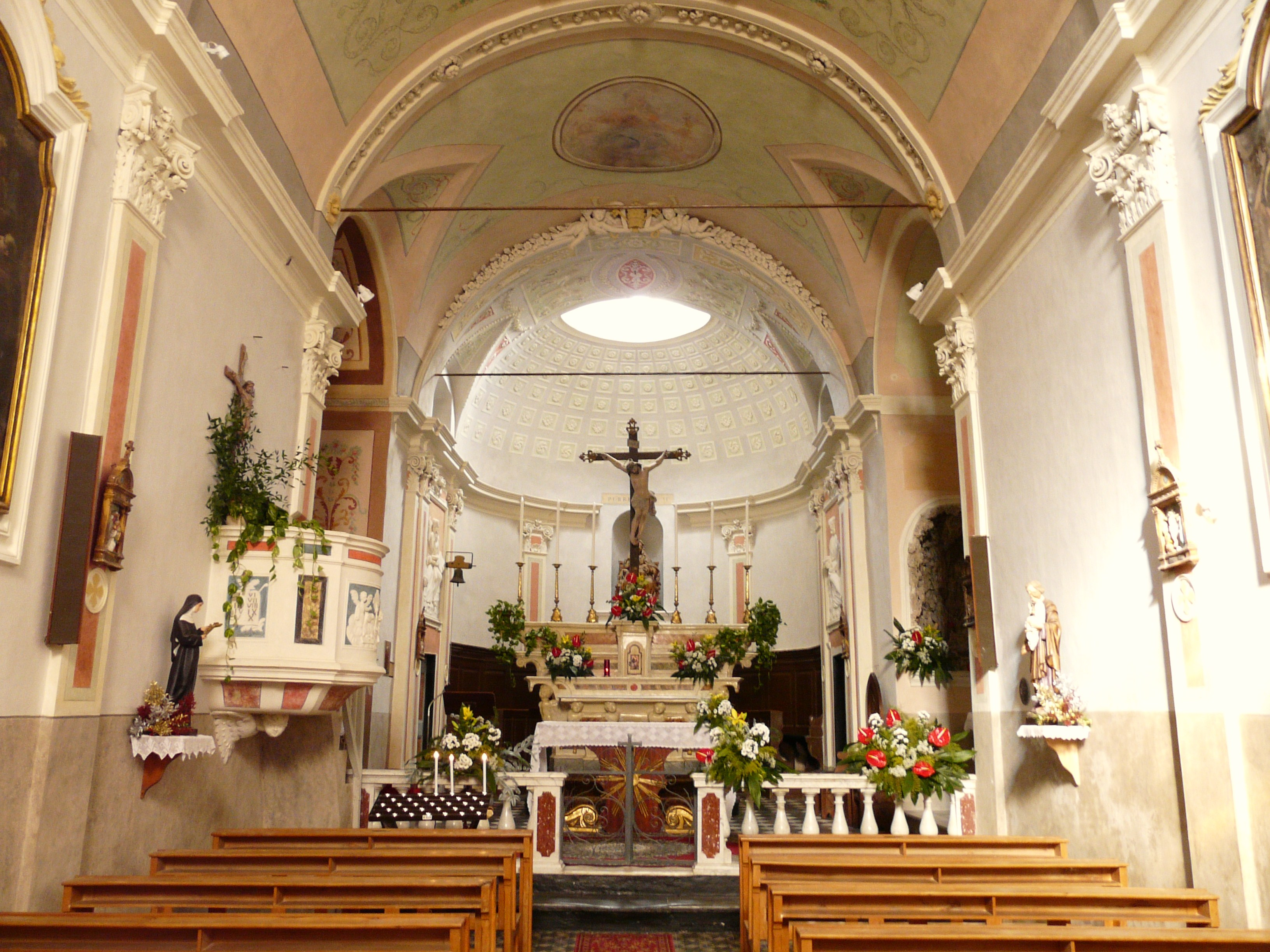
La navata interna

Situata nel cuore del centro storico seborghino, la chiesa fu edificata attorno al 1615 su progetto dell'architetto genovese Arturo Fieschi; fu eletta al titolo di parrocchiale nel 1749.
Il vicino campanile venne costruito nella seconda metà del XVII secolo.
La facciata, in stile architettonica barocca, come gli interni, venne impreziosita da affreschi nel 1928 ad opera di A. Laura: essi raffigurano il Cristo redentore e l'arcangelo Michele; le pitture esterne sono state restaurate nel 2006.
L'interno, di modeste dimensioni, presenta l'altare maggiore dedicato a san Martino di Tours e due altari laterali intitolati al Sacro Cuore e alla Madonna del Rosario; ai lati dell'unico ingresso è presente un confessionale e il fonte battesimale. Presso l'altare maggiore, in una nicchia, è conservata una statua lignea raffigurante la Madonna col Bambino datata per il suo stile ad un periodo compreso tra il Quattrocento e il Cinquecento. Altre opere pittoriche adornano la chiesa, e datate al Seicento: San Sebastiano con santa Petronilla e San Martino con san Bernardo.